# Kongsøya
Kongsøya (Dansk: Kongsøen) en ubeboet ø som er en del af arkipelaget Svalbard. Den er placeret i Barentshavet, og er den største ø på øgruppen Kong Karls Land. Kongsøya dækker et samlet areal på 191 km2, hvoraf de 9 km2 er dækket af en gletsjer. Øen blev opdaget i 1617 af den engelske opdagelsesrejsende og hvalfanger Thomas Edge.
I 1973 blev Kongsøya en del af Nordaust-Svalbard naturreservat. 1. juli 1985 blev alt færdsel på og en radius på 500 meter omkring øen forbudt.